# ريكاردو غونزاليس (سائق سيارة سباق)
ريكاردو غونزاليس (بالإسبانية: Ricardo González Valdez)‏ هو سائق سيارة سباق مكسيكي، ولد في 20 أكتوبر 1978 في مونتيري في المكسيك.

## وصلات خارجية
- الموقع الرسمي
- ريكاردو غونزاليس على موقع DriverDB.com (الإنجليزية)